# La Chorrera Airport
La Chorrera Airport är en flygplats i Colombia.   Den ligger i departementet Amazonas, i den södra delen av landet, 600 km söder om huvudstaden Bogotá. La Chorrera Airport ligger 211 meter över havet.
Terrängen runt La Chorrera Airport är platt.  Trakten runt La Chorrera Airport är nära nog obefolkad, med mindre än två invånare per kvadratkilometer. I omgivningarna runt La Chorrera Airport växer i huvudsak städsegrön lövskog.